# Paraplea
Paraplea is een geslacht van wantsen uit de familie van de Pleidae (Dwergbootsmannetjes). Het geslacht werd voor het eerst wetenschappelijk beschreven door Esaki & China in 1928.

## Soorten
Het genus bevat de volgende soorten:

- Paraplea bifurcata Cook, 2021
- Paraplea brunni (Kirkaldy, 1898)
- Paraplea buenoi Kirkaldy, 1904
- Paraplea davaoensis Yano, Miyamoto & Gabriel, 1981
- Paraplea formosana (Esaki, 1915)
- Paraplea frontalis (Fieber, 1844)
- Paraplea halei (Lundblad, 1933)
- Paraplea indistinguenda (Matsumura, 1905)
- Paraplea japonica (Horváth, 1904)
- Paraplea liturata (Fieber, 1844)
- Paraplea nilionis (Drake & Chapman, 1953)
- Paraplea pallescens (Distant, 1906)
- Paraplea piccanina (Hutchinson, 1929)
- Paraplea puella (Barber, 1923)
- Paraplea pullula (Stål, 1855)
- Paraplea sobrina (Stål, 1860)
- Paraplea vittifrons (Horváth, 1919)